# JR松前トラベルセンター
JR松前トラベルセンター（ジェイアールまつまえトラベルセンター）は北海道松前郡松前町にあった北海道旅客鉄道函館支社のトラベルセンター。
1988年（昭和63年）、松前線廃止による松前駅閉鎖に伴う、JR営業窓口確保のために開設されたが、2007年（平成19年）3月31日をもって廃止された。
なお、JR松前トラベルセンター廃止後は、毎週木曜日に限り、松前町役場に旅行相談窓口が設置され、JR木古内駅の駅員が対応している。

## 設備
- ジェイ・アールはこだて開発委託（木古内駅管理）。
- みどりの窓口設置。
- 営業時間は9時00分から17時00分まで、日曜・祝日休業。

## 沿革
- 1988年 - 開業。
- 199x年 - マルス端末を導入。
- 199x年 - 業務を「はこだて開発」に委託。
- 2007年3月31日 - 営業終了。